# Мунтян Василь Лук’янович
Васи́ль Лук'я́нович Мунтя́н (22 лютого 1922, с. Іванівка (тепер село Мирне), Бобринецького району Кіровоградської області — 16 листопада 2015, м. Київ) — український правознавець, фахівець у галузі колгоспного, земельного та екологічного права. Доктор юридичних наук (1975), професор (1978).

## Біографія
У 1939 році закінчив 10 класів Бобринецької СШ № 1, одержав атестат відмінника.
З вересня 1940 року служив у 17 окремому батальйоні зв'язку (Дрогобицька і Чернівецька області). Війну 22 червня 1941 року починав курсантом Київського військового училища зв'язку, брав участь у ліквідації диверсійних груп німецьких військ в околицях Києва. Закінчив училище вже в Красноярську і був направлений на Кримський фронт. Взимку 1941—1942 років командував взводом зв'язку 818 стрілецького полку 236 дивізії. Після поранення перебував у госпіталях Кисловодська і Тбілісі.
У 1945—1947 роках навчався в Одеській юридичній школі. Після її закінчення працював народним суддею в м. Чернівці, а пізніше завідувачем юридичних консультацій адвокатів в Заставнівському, Хотинському і Новоселицькому районах Буковини. Одночасно з 1948 року до 1953 року навчався в Київському філіалі Всесоюзного юридичного заочного інституту. В 1953—1954 роках був секретарем Чернівецької обласної колегії адвокатів.
З 1954 по 1957 рік навчався в стаціонарній аспірантурі юридичного факультету Київського державного університету ім. Т. Г. Шевченка. Після закінчення аспірантури з 1957 по 1962 рік працював науковим співробітником Сектора держави і права АН УРСР (тепер Інститут держави і права ім. В. М. Корецького НАН України).
В 1962 році був запрошений на роботу на посаду доцента кафедри державного та адміністративного права юридичного факультету КДУ ім. Т. Г. Шевченка. Підготував навчальний курс «Адміністративне право», який читав на денному, заочному і вечірньому відділеннях юридичного факультету. Одночасно вперше в Україні розробив, запровадив і читав навчальний курс «Правова охорона природи в УРСР», на основі якого пізніше було сформовано курс «Екологічне право України». Також читав курси «Колгоспне право», «Земельне право» для студентів факультету всіх форм навчання. Підготував і читав на факультеті міжнародного права і міжнародних відносин КДУ ім. Т. Г. Шевченка курс «Аграрне право зарубіжних країн».
З 1965—1969 роки В. Л. Мунтян — виконувач обов'язків завідувача кафедри цивільного права КДУ імені Тараса Шевченка.

Могила Василя Мунтяна, Байкове кладовище

З квітня 1976 року (з деякою перервою) по 1987 рік працював завідувачем кафедри трудового, колгоспного і земельного права юридичного факультету. В цей період В. Л. Мунтян був головою спеціалізованої ради по захисту докторських і кандидатських дисертацій за спеціальностями цивільне право і процес, трудове право, колгоспне право, правова охорона природи, земельне право, природноресурсове право, господарське право.
З 1987 року працював професором Національного педагогічного університету імені М. П. Драгоманова, Національного університету культури, Академії праці, соціальних відносин Федерації профспілок України.
Помер на 94-му році життя 16 листопада 2015 року. Похований у колумбарії Байкового кладовища (50°25′5.40″ пн. ш. 30°30′12.50″ сх. д. / 50.4181667° пн. ш. 30.5034722° сх. д.).

## Наукова діяльність
В 1960 р. під керівництвом проф. Пантелеймона Індиченка захистив кандидатську дисертацію з колгоспного права на тему: «Адміністративно-правова охорона колгоспної власності».
В 1975 р. захистив докторську дисертацію на тему: «Правові проблеми раціонального природокористування».
Напрямки наукової діяльності:
- колгоспне право;
- правова охорона природи;
- земельне право;
- екологічне право;
- природоресурсне право;
- аграрне право.

Під керівництвом проф. В. Л. Мунтяна були підготовлені і захищені кандидатські дисертації з питань адміністративної відповідальності за порушення земельного законодавства (Бориславський Л. В.), правових питань екологічної експертизи (Андрейцев В. І.), раціонального використання земель сільськогосподарських підприємства АПК (Носік В. В.), гарантій права власності на землю та правової охорони земель України (Вівчаренко О. А.), землі як об'єкта права власності за земельним законодавством України (Бондар О. Г.), а також з проблем природноресурсового, екологічного права іншими здобувачами.

## Громадська діяльність
В 60-х роках ХХ ст. був першим заступником Голови Українського товариства охорони природи. У 1967 році був обраний депутатом Київської міської Ради депутатів трудящих. На початку 70-х років був секретарем парткому юридичного факультету КДУ ім. Т. Г. Шевченка.
Був членом Української ради з туризму. З метою удосконалення і дослідження теоретичних і практичних проблем з охорони природи в якості пішохідного туриста обійшов гірський Памір, Киргизькі гори, всі доступні перевали Кавказу, Карпати й Крим, Арабатську стрілку, Австрійські Альпи і стежки Єгипту, що давало наснагу на нові наукові здобутки.

## Праці
Опублікував понад 150 наукових праць, з них більше 10 монографій і навчальних посібників, а саме:
- «Правові питання діяльності міжколгоспних об'єднань» (1961 р.);
- «Адміністративно-правова охорона колгоспної власності» (1961 р.);
- «Правова охорона лісів Української РСР» (1964 р.);
- «Правова охорона ґрунтів Української РСР» (1965 р.);
- «Правове регулювання водних відносин в УРСР» (1966 р.);
- «Правова охорона природи Української РСР» (1966 р.);
- «Охрана природы и воспитание человека» (1966 р.);
- «Правова охорона тваринного світу» (1968 р.);
- «Правові проблеми раціонального природокористування» (1973 р.);
- «Правова охорона природи УРСР» (1973 р.);
- «Юридическая ответственность в области охраны окружающей среды» (у співавторстві) (1978 р.);
- «Правові основи охорони природи» (1979 р.);
- «Правова охорона природи УРСР» (1982 р).

## Відзнаки, нагороди
Нагороджений орденами Богдана Хмельницького, Вітчизняної війни 1-го ступеня, Червоної Зірки, медалями. За активну громадську діяльність в галузі охорони природи вручено Почесну грамоту Президії Верховної Ради УРСР. У 1997 році нагороджений знаком «Відмінник освіти України».